# Forêts de pins des grandes Antilles
Les forêts de pins des grandes Antilles regroupent deux écorégions terrestres du biome des forêts de conifères tropicales et subtropicales dans les grandes Antilles : les forêts de pins d'Hispaniola et les forêts de pins cubaines.
Ces forêts forment une région écologique identifiée par le Fonds mondial pour la nature (WWF) comme faisant partie de la liste « Global 200 », c'est-à-dire considérée comme exceptionnelle au niveau biologique et prioritaire en matière de conservation.